# Die Spur der Knochen

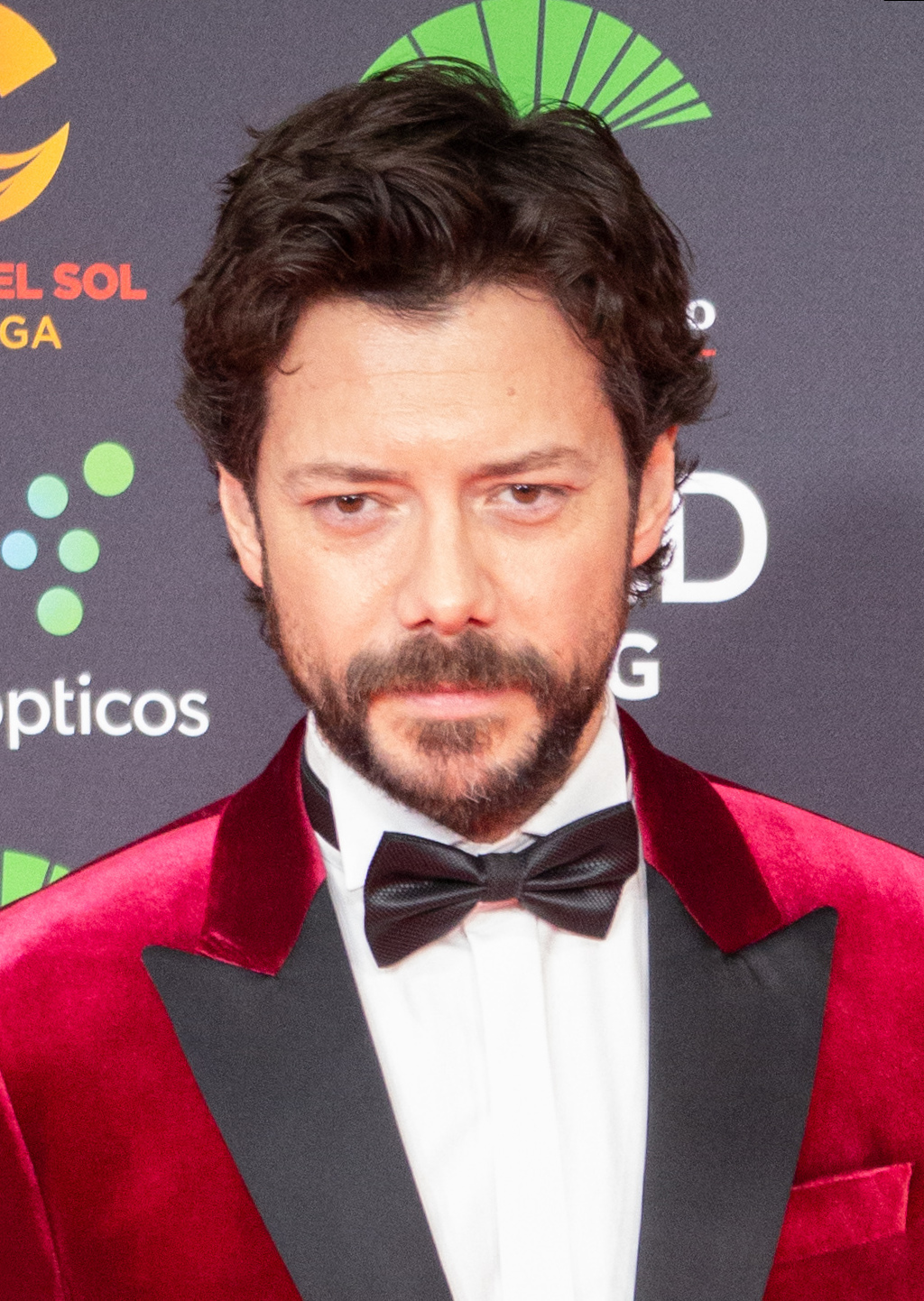
Álvaro Morte spielt Mario (Foto von 2020)

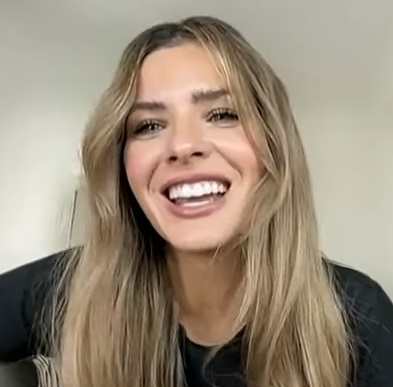
China Suárez spielt Sara (Foto von 2023)

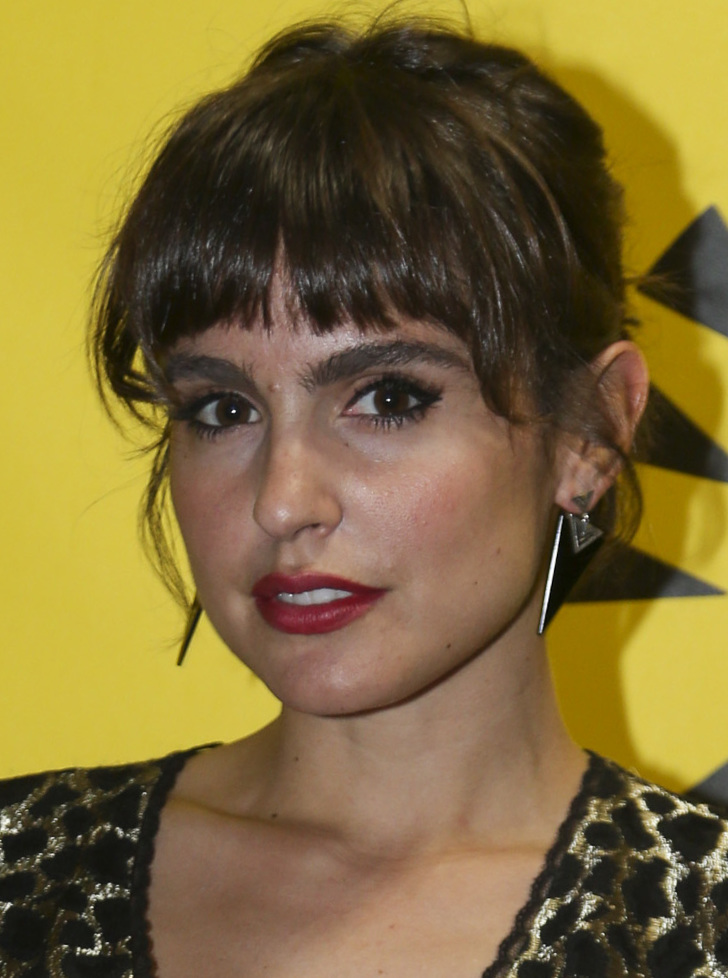
Verónica Echegui spielt Polizistin Helena (Foto von 2017)

Die Spur der Knochen (Originaltitel: Objetos) ist ein spanischer Thriller aus dem Jahr 2022. Seine Premiere hatte der Film am 28. September 2022 in Madrid.

## Handlung
Der eigenbrötlerische Mario arbeitet in einem kleinen Fundbüro und ist äußerst bemüht, die Fundsachen ihren Besitzern zurückzugeben. Nur zu der Polizistin Helena hat er eine freundschaftlich-sexuelle Beziehung. In einem Koffer, der aus dem Fluss geborgen wurde, findet er das Skelett eines Babys. Die Polizei ist wenig an dem Fall interessiert, da es sich um das totgeborene Kind einer illegalen Einwanderin oder Prostituierten zu handeln scheint. Aufgrund des hochwertigen Koffers vermutet Mario etwas anderes hinter dem Fund und stellt selbst Nachforschungen an. Er setzt die Überbleibsel eines im Koffer befindlichen Briefs zusammen und erkennt den Namen einer Frau, die er daraufhin aufsucht. Diese spricht von einem Irrtum und wimmelt ihn ab. Als Mario geht, nimmt er ein Mobilteil des Telefons mit und kann so im Treppenhaus ein Telefonat der Frau mithören, in welchem der Gesprächspartner sichtlich beunruhigt wegen Marios Fragen ist. Über die Wahlwiederholung erfährt er, dass der Anruf in ein Luxushotel ging.
Mario sucht das Hotel auf, gibt sich dort als Geschäftsreisender aus und entdeckt, dass dort Geschäfte mit Prostituierten für gut betuchte Gäste laufen. Er spricht mit der Prostituierten Ana und erfährt, dass diese eine Frau kennt, die vor einiger Zeit schwanger gewesen sei. Diese Frau, Sara, kontaktiert wenig später Mario, um sich nach ihrem Kind zu erkundigen. Sie hatte das Kind zur Adoption freigegeben und wusste nichts von dessen Tod. Mario entwickelt Gefühle für Sara und versucht, ihr aus der Prostitution herauszuhelfen. Nachdem er sich deswegen in dem Hotel mit einem der Hintermänner anlegt, bringt er Sara zunächst in dem Fundbüro unter, später dann in einem Haus, das er einst für sich und seine Freundin gekauft hatte. Als diese ihn verlassen habe, sei er nicht mehr in das Haus gegangen. Von Helena erfährt Sara später, dass es in dem Haus zu einem Kampf mit dem neuen Freund kam und dieser bei einem Sturz gegen einen Pfeiler tödlich verunglückte. Mario kam dann ins Gefängnis und habe sich im Anschluss immer mehr zurückgezogen.
Die Hintermänner sind mittlerweile auf der Suche nach Sara. Da Ana Informationen weitergegeben hat, bringen sie diese um. Sie können Mario und Sara in dem Haus ausfindig machen und nehmen Sara mit. Kurz bevor sie Mario umbringen können, kann Helena dies durch ihr Eintreffen verhindern und sie ruft einen Krankenwagen. Im Krankenhaus erfährt Mario von Helena, dass Sara einen Schwangerschaftstest gekauft habe. Mario sucht erneut die Frau mit dem Koffer auf, die ihm jetzt gesteht, dass sie im Ausland ein Kind gekauft habe, das aber noch auf dem Rückflug verstarb. Von ihr erfährt Mario, dass die Kinder in dem Ort La Concepción gehandelt werden und wer für den Handel verantwortlich ist. Er sucht ein paar Sachen und Geld im Fundbüro zusammen und macht sich auf die Reise zu dem besagten Ort, um dort Sara und das Kind zu finden.
Mario trifft sich in La Concepción mit einer älteren Frau, die alles vermittelt, und sagt ihm, dass er das Geld für den Kauf des Kindes zur Bank bringen soll. Im Anschluss bringt sie ihn zu einem abgelegenen Haus, in dem Kinder und Neugeborene mit allen notwendigen Papieren zum Verkauf angeboten werden. Dort trifft er die schwangere Sara und es gelingt ihm, mit ihr in einem Auto zu fliehen. Auf der Straße lauern ihnen die Hintermänner auf und es kommt zu einem Kampf, bei dem Sara den Chef des Rings tötet und Mario verletzt wird. Sara bringt im Auto das Kind zur Welt und beide fliegen nach Kanada. Bei der Landung stellt Sara fest, dass Mario gestorben ist. Sie verlässt schnell das Flugzeug und kann mit ihren Papieren einreisen.

## Synchronisation
Die deutsche Synchronisation übernahm die logoSynchron GmbH in Köln. Das Dialogbuch schrieb Michael Rüth, die Dialogregie übernahm Cay-Michael Wolf.
| Rolle          | Darsteller          | Synchronsprecher  |
| -------------- | ------------------- | ----------------- |
| Mario          | Álvaro Morte        | Nico Mamone       |
| Sara           | China Suárez        | Alice Bauer       |
| Alberto        | David Luque         | Thomas Schmuckert |
| Ana            | Maitane San Nicolas | Jana Kozewa       |
| Andrés         | Zorion Eguileor     | Rainer Gerlach    |
| Dolores        | Pepe Gracia         | Victoria Sturm    |
| Emmeline       | Selva Alemán        | Denise Gorzelanny |
| Empfangsdame   | Gabriela Andrada    | Lo Rivera         |
| Helena         | Verónica Echegui    | Nurcan Özdemir    |
| junger Chinese | Made                | Timo Weisschnur   |
| Kommissar      | Richie Tormo        | Ulrich Blöcher    |
| Ochoa          | Daniel Aráoz        | Axel Lutter       |
| Tom            | Andy Gorostiaga     | Patrick Giese     |

## Rezeption

### Kritiken
Das Lexikon des internationalen Films kommt auf 2,5 von 5 möglichen Sternen und schreibt über den Film: „Ein Thriller um Misogynie und die menschenverachtende Degradierung von Menschen, speziell Frauen, zu Objekten. Getragen von einer soliden Spannungsdramaturgie und einer sperrigen, durchaus zwiespältigen Heldenfigur.“
Kritiker Oliver Armknecht gibt dem Film in seiner Besprechung auf film-rezensionen.de insgesamt 6 von 10 Punkten. Der Film weiche vom klassischen Krimiszenario ab, indem kein Berufsermittler das Verbrechen aufzuklären versuche, sondern ein Laie am Werk sei. Dies erlaube dem Zuschauer eine stärkere Identifikation mit dem Protagonisten. Auch weiche der Film von anderen Filmen ab, da es keinen Mörder im eigentlichen Sinn gebe; der Protagonist möchte keinen Täter überführen, sondern die Mutter des toten Kindes finden. Der Film sei in der ersten Hälfte Krimi, dann entwickele sich der Film Richtung Romanze und Thriller. Viel Wert auf Plausibilität werde da nicht gelegt, atmosphärisch sei das aber gut gelungen. Die Spur der Knochen sei nach dem vielversprechenden Anfang sicher kein großer Geheimtipp, insgesamt würde es aber für einen soliden Thriller reichen.